# Honneurs de la guerre

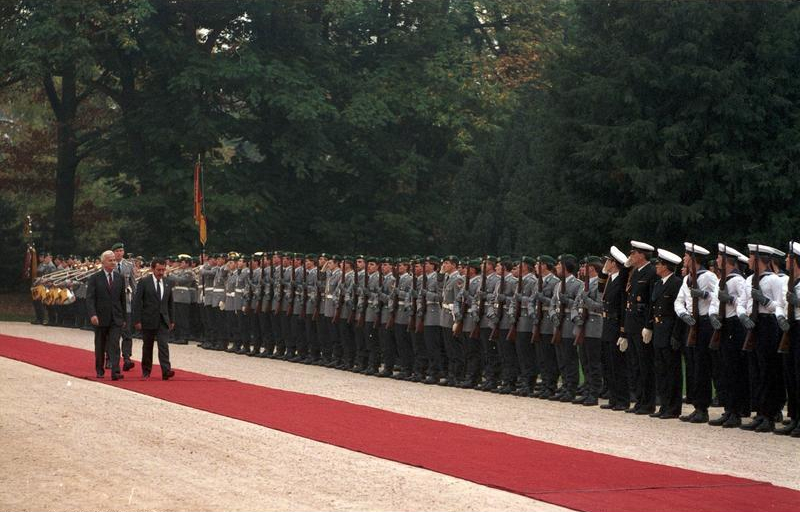
Nous voyons une discussion diplomatique entre deux dirigeants un du Guatemala et l'autre de l'Allemagne.

Les honneurs de la guerre sont un ensemble de privilèges accordés à une armée vaincue lors de la cérémonie de reddition. 
Ces honneurs, qui symbolisent la bravoure de l'armée vaincue, sont devenus une coutume à l'époque des premières guerres modernes. En général, une garnison qui se rendait était autorisée à sortir au son des tambours et des drapeaux, après quoi elle devenait prisonnière de guerre ou se voyait accorder le libre passage.

## Les pleins honneurs de la guerre
Lorsque les pleins honneurs de la guerre sont accordés, l'armée vaincue peut défiler avec ses drapeaux flottants, ses tambours battant et ses baïonnettes fixées . À l'époque des platines à mèche, les mousquetaires allumaient leurs mèches des deux côtés et plaçaient les boules de mousquet dans leur bouche. Lorsque l'armée vaincue défile, sa fanfare peut jouer un air de son choix, généralement un air ennemi. Cependant, il n'est pas obligatoire que l'armée vaincue choisisse un air ennemi, et l'armée britannique lors des batailles de Saratoga (1777) a défilé sur l'air de The British Grenadiers.
Après le défilé, l'armée vaincue empile ses armes et remet toute propriété gouvernementale au vainqueur. Toutefois, les officiers peuvent conserver leurs armes de poing et leurs bagages personnels. L'armée vaincue peut également emporter quelques canons, ainsi qu'une réserve symbolique de munitions,,,.

## Refus des honneurs
Il était courant que les commandants refusent les honneurs de la guerre en représailles à un autre incident. Les honneurs de la guerre avaient été refusés aux défenseurs américains lorsqu'ils s'étaient rendus après le siège de Charleston (1780). Lors de la négociation de la reddition d'une armée britannique à Yorktown un an plus tard, le général américain George Washington a insisté : « Les mêmes honneurs seront accordés à l'armée qui se rend que ceux qui ont été accordés à la garnison de Charles Town ». En conséquence, les Britanniques ont dû défiler avec des drapeaux enroulés et des mousquets épaulés, et les articles relatifs à la reddition insistaient pour que la fanfare joue « une marche britannique ou allemande ».
Les honneurs de la guerre sont considérés comme une reconnaissance symbolique d'une défense vaillante. Par conséquent, un général victorieux peut également refuser d'accorder les honneurs de la guerre s'il estime que l'ennemi a cédé trop facilement. Par exemple, après que le commandant britannique a été tué par un boulet de canon lors de la bataille de Fort Oswego (1756), son remplaçant a rapidement décidé de se rendre. Le général français Louis-Joseph de Montcalm a refusé d'accorder les honneurs de la guerre à l'officier John Littlehales, parce qu'il estimait que Littlehales ne s'était pas suffisamment battu.

## Histoire
Les honneurs de la guerre sont devenus traditionnels au début de l'ère moderne, lorsque les sièges étaient plus fréquents et que les défis logistiques rendaient difficile d'acculer un ennemi vaincu après une victoire sur le champ de bataille. Cependant, la pratique s'est poursuivie à l'ère de la guerre industrielle. Après le siège de Metz (1870), les Prussiens ont offert les honneurs de la guerre à l'armée française qui capitulait, mais le général français François Achille Bazaine a refusé de les accepter.
Les défenseurs français de Belfort eurent aussi droit aux honneurs de la guerre en 1871, après un siège de 104 jours qui s'est conclu par une reddition, sur ordre.
Pendant la Seconde Guerre mondiale, les Allemands ont accordé les honneurs de la guerre à la garnison française vaincue au siège de Lille (1940), et les Britanniques ont accordé les honneurs de guerre à l'armée italienne vaincue à la bataille d'Amba Alagi (1941).
Les honneurs de la guerre font toujours partie des lois de la guerre, bien que des termes tels que la rétention des canons soient devenus obsolètes. Le manuel de 2015 sur le droit de la guerre du ministère de la défense des États-Unis (United States Department of Defense) précise que :

« Les capitulations convenues entre belligérants doivent tenir compte des règles de l'honneur militaire. Il ne faut pas insister sur des conditions impliquant une disgrâce ou une ignominie inutile. Les capitulations peuvent inclure le droit pour les forces capitulantes de se rendre avec les couleurs déployées ou d'autres indications de respect professionnel pour les forces capitulantes. Par exemple, il peut être approprié de permettre aux officiers qui se rendent de conserver leurs armes de poing. »